# Allan Stig Rasmussen
Allan Stig Rasmussen (født 20. november 1983) er en dansk skakspiller. Allan Stig Rasmussens Elo-rating er 2522 pr. juni 2014. Det placerer ham som den 8. højstratede aktive danske skakspiller.
Allan Stig Rasmussen blev stormester i skak i 2009. Han opnåede de krævede stormesternormer til titlen i Politiken Cup i Danmark i 2006, en skakturnering i den tjekkiske by Mariánské Lázně i 2008, samt i den danske skakliga i sæsonen 2008-2009.
Allan Stig Rasmussen har vundet danmarksmesterskabet i skak i 2010, 2011, 2014 og 2019. Han har også flere danske holdmesterskaber med sit klubhold, Jetsmark Skakklub
Allan Stig Rasmussen vandt danmarksmesterskabet i lynskak i 2006, 2012, 2016, 2017, 2018 og 2019. Han satte med sit 6. danmarksmesterskab i lynskak i 2019 rekorden for flest danmarksmesterskaber i lynskak.
Allan Stig Rasmussen spillede på det danske skaklandshold ved skakolympiaderne i 2008, 2010, 2012 og 2014 med en samlet score på 60,6 % i 33 partier.. Han er også udtaget til det danske skaklandshold til Skakolympiaden 2014 i Tromsø, Norge 2014.
Allan Stig Rasmussen er uddannet lærer og er souschef på Tjele Efterskole hvor han i 2023 underviser i matematik og idræt. Han har tidligere, bl.a. i 2019, undervist i skak som linjefag på efterskolen.